# Mi corazón de metal: narraciones fantásticas
Mi corazón de metal: narraciones fantásticas es una colección de relatos del escritor costarricense Daniel Garro. Incluye cuentos y microrrelatos enmarcados en la ciencia ficción, el terror y la fantasía, y que trata temas diversos como vampirismo, robótica, presencia extraterrestre, zombis, manipulación genética o facultades paranormales. Fue uno de los libros más vendidos en Costa Rica de 2013